# Маллинатха
Маллина́тха (санскр. मल्लिनाथ, IAST: mallinātha) или Маллинатха Сури — выдающийся критик, известный своими комментариями на пять произведений махакавья на санскрите. В своё время он получил титулы Махамахопадьяя и Вьякхьяна Чакравартин. Маллинатха жил во время правления виджаянагарского царя Девараи I, то есть, основываясь на данных эпиграфики, между 1350—1450 годами.

## Работы Маллинатхи
В первую очередь Маллинатха известен как комментатор санскритских эпических поэм, но он выступал и как поэт. Последний факт малоизвестен, хотя его имя должно быть известно знатокам санскритской литературы.

### Комментарии
Следующий список представляет собой комментарии Маллинатхи на эпические поэмы:
1. Сандживани — комментарий на произведения Калидасы: Рагху-вамша, Кумарасамбхава и Мегхадута.
2. Гхантапатха — комментарий на поэму «Киратарджуния» поэта Бхарави.
3. Сарванкаша — комментарий на произведение «Шишупалавадха» поэта Магхи.
4. Дживату — комментарий на поэму «Найшадхия-чарита» поэта Шрихарши.
5. Сарвапатхина — комментарий на поэму «Бхаттикавья».